# Metastenasellus dartevellei
Metastenasellus dartevellei là một loài chân đều trong họ Stenasellidae. Loài này được Chappuis miêu tả khoa học năm 1952.